# Краснов, Георгий Иванович
Георгий Иванович Краснов (23 мая 1870 — ?) — русский офицер, генерал-майор из казачьего рода станицы Оренбургской 1-го ВО ОКВ, участник русско-японской войны, Первой мировой и Гражданской.

## Биография
Окончил Оренбургское казачье училище. Хорунжий (ст. 23.02.1896). Сотник (ст. 23.02.1900). Подъесаул (ст. 23.02.1904). Участник Русско-японской войны (1904—1905). Есаул (ст. 13.12.1905). На 01.01.1909 в том же чине в 1-м Оренбургском каз. полку. Есаул (пр. 1906; ст. 13.12.1905). На 10.01.1914 в том же чине в 3-м Оренбургском каз. полку. Участник Первой Мировой войны и Гражданской войны в Оренбуржье. Полковник (ст. 25.01.1916). На 1-е августа 1916 года в том же чине, в 5-м Оренбургском каз. полку.
C 1917 по 1918 годы командир 6-го Оренбургского казачьего Атамана Углецкого полк. После Гражданской войны при отступлении Оренбургской Армии остался в Казахстане.

## Награды
- Орден Святого Станислава 3-й степени с мечами и бантом (1905).
- Орден Святого Станислава 2-й степени с мечами (1906).
- Орден Святой Анны 4-й степени (1901).
- Орден Святой Анны 2-й ст. с мечами (1906).
- Золотое оружие «За храбрость» (1916)[источник не указан 2181 день].
- Высочайшее благоволение (1916).